# 廖朝宏
廖朝宏，中華民國外交官。畢業於國立政治大學外交學系，2001年起擔任公務人員，曾任駐洛杉磯臺北經濟文化辦事處秘書、外交部亞東太平洋司科長、駐美國臺北經濟文化代表處副組長、外交部公眾外交協調會專門委員、臺灣美國事務委員會副秘書長等職務，現任駐波士頓臺北經濟文化辦事處總領事銜處長。

## 職業生涯
2007年1月，力霸企業集團創辦人王又曾夫婦因涉嫌經濟犯罪逃亡美國，遭到臺灣臺北地方檢察署發布通緝。2月，王又曾夫婦因為無合法旅行证件，被美国公民及移民服务局扣留在聖彼卓拘留中心（San Pedro Service Processing Center）。駐洛杉磯辦事處領務組長鍾文正偕同秘書廖朝宏前往拘留中心，援用《維也納外交關係公約》的相關規定探視王又曾，並攜帶其子王令麟的親筆信，但被王又曾拒絕會面。
2009年8月，監察院對於外交部1名參事與1名會計長因與巴布亞紐幾內亞的建交過程中，所發生的違法失職案，公務員懲戒委員會審議後決議「各降貳級改敘」。在審議過程中，該名參事對於違反《公務員服務法》第1條，申辯曾按照部長指示前往洛杉磯，在辦事處秘書廖朝宏陪同下，到建交案的中間人金紀玖住處等待多時未果，最後因部長指示而返臺，未有不忠於職守。